# Палм-Бич-Шорс (Флорида)
Палм-Бич-Шорс (англ. Palm Beach Shores) — муниципалитет, расположенный в округе Палм-Бич (штат Флорида, США) с населением в 1269 человек по статистическим данным переписи 2000 года.

## География
По данным Бюро переписи населения США муниципалитет Палм-Бич-Шорс имеет общую площадь в 1,04 квадратных километров, из которых 0,78 кв. километров занимает земля и 0,26 кв. километров — вода. Площадь водных ресурсов округа составляет 25 % от всей его площади.
Муниципалитет Палм-Бич-Шорс расположен на высоте 3 м над уровнем моря.

## Демография
По данным переписи населения 2000 года в Палм-Бич-Шорс проживало 1269 человек, 322 семьи, насчитывалось 697 домашних хозяйств и 1171 жилой дом. Средняя плотность населения составляла около 1220,19 человек на один квадратный километр. Расовый состав населённого пункта распределился следующим образом: 89,13 % белых, 9,06 % — чёрных или афроамериканцев, 0,08 % — коренных американцев, 0,47 % — азиатов, 0,08 % — выходцев с тихоокеанских островов, 0,79 % — представителей смешанных рас, 0,39 % — других народностей. Испаноговорящие составили 2,13 % от всех жителей.
Из 697 домашних хозяйств в 8,2 % воспитывали детей в возрасте до 18 лет, 39,7 % представляли собой совместно проживающие супружеские пары, в 4,3 % семей женщины проживали без мужей, 53,8 % не имели семей. 44,5 % от общего числа семей на момент переписи жили самостоятельно, при этом 18,7 % составили одинокие пожилые люди в возрасте 65 лет и старше. Средний размер домашнего хозяйства составил 1,82 человек, а средний размер семьи — 2,52 человек.
Население муниципалитета по возрастному диапазону по данным переписи 2000 года распределилось следующим образом: 11,3 % — жители младше 18 лет, 3,3 % — между 18 и 24 годами, 23,7 % — от 25 до 44 лет, 28,0 % — от 45 до 64 лет и 33,7 % — в возрасте 65 лет и старше. Средний возраст жителей составил 52 года. На каждые 100 женщин в Палм-Бич-Шорс приходилось 99,8 мужчин, при этом на каждые сто женщин 18 лет и старше приходилось 98,2 мужчин также старше 18 лет.
Средний доход на одно домашнее хозяйство составил 47 262 доллара США, а средний доход на одну семью — 60 833 доллара. При этом мужчины имели средний доход в 34 107 долларов США в год против 31 944 доллара среднегодового дохода у женщин. Доход на душу населения составил 47 262 доллара в год. 1,9 % от всего числа семей в населённом пункте и 5,7 % от всей численности населения находилось на момент переписи населения за чертой бедности, при этом 1,4 % составляли жители в возрасте 65 лет и старше.